# مقاطعة بينوبسكوت (مين)
مقاطعة بينوبسكوت (بالإنجليزية: Penobscot County, Maine)‏ هي إحدى مقاطعات ولاية مين في الولايات المتحدة. ، بلغ عدد سكانها 153923 نسمة في عام 2010 حسب إحصاء مكتب تعداد الولايات المتحدة وتصل الكثافة السكانية فيها 17.5 نسمة/كم2.

## أعلام
- فرانك ماسون روبنسون
- بيرسي سبنسر
- جون هارت ماكجرو
- إيفرت دي روش

## وصلات خارجية
- United States Counties